# Handley Page Heyford
Handley Page Heyford là một loại máy bay ném bom hai tầng cánh của Anh trong thập niên 1930.

## Biến thể
Heyford I
Heyford IA
Heyford II
Heyford III

## Quốc gia sử dụng
Anh Quốc
- Không quân Hoàng gia[2]

## Tính năng kỹ chiến thuật (Heyford IA)
Dữ liệu lấy từ Aircraft of the Royal Air Force 1918–57
Đặc điểm tổng quát
- Kíp lái: 4
- Chiều dài: 58 ft (17,68 m)
- Sải cánh: 75 ft (22,87 m)
- Chiều cao: 17 ft 6 in (5,34 m)
- Diện tích cánh: 1.470 ft² (136,6 m²)
- Trọng lượng rỗng: 9.200 lb (4.180 kg)
- Trọng lượng có tải: 16.900 lb (7.680 kg)
- Động cơ: 2 × Rolls-Royce Kestrel III-S, 525 hp (392 kW)  mỗi chiếc

 Hiệu suất bay 
- Vận tốc cực đại: 142 mph (123 knot, 229 km/h) trên độ cao 13.000 ft (3.960 m)
- Tầm bay: 920 mi (800 hải lý, 1481 km)
- Trần bay: 21.000 ft (6.400 m)
- Leo lên độ cao 10.000 ft (3.050 m): 15,3 phút

Trang bị vũ khí

- Súng: 3 × súng máy Lewis.303 in (7,7 mm)
- Bom: 3.500 lb (1.590 kg)